# 河喜多能達

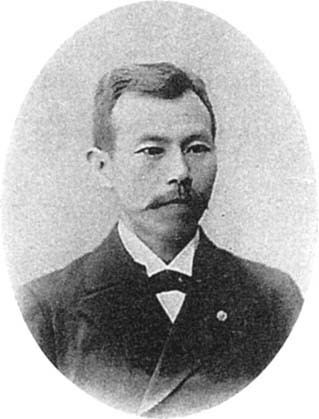
河喜多能達

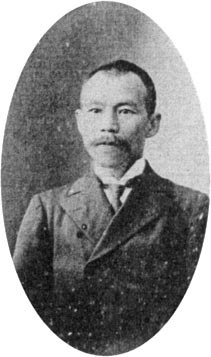
河喜多能達

河喜多 能達（かわきた みちただ、嘉永6年8月2日（1853年9月4日） - 大正14年（1925年）4月3日）は、日本の応用化学者。

## 経歴
熊本藩出身。1881年（明治14年）、工部大学校を卒業し、工部大学校助教授、東京帝国大学工科大学助教授を務めた。1895年（明治28年）、応用化学研究のためドイツ・イギリスに留学。1897年（明治30年）、帰国し東京帝国大学工科大学教授に任命された。1899年（明治32年）、工学博士の学位を得た。1921年（大正10年）に退官し、翌年に名誉教授の称号を受けた。墓所は多磨霊園。

## 栄典
- 1903年（明治36年）10月10日 - 従五位[2]
- 1911年（明治44年）3月20日 - 従四位[3]